# Mohammed el Mokri

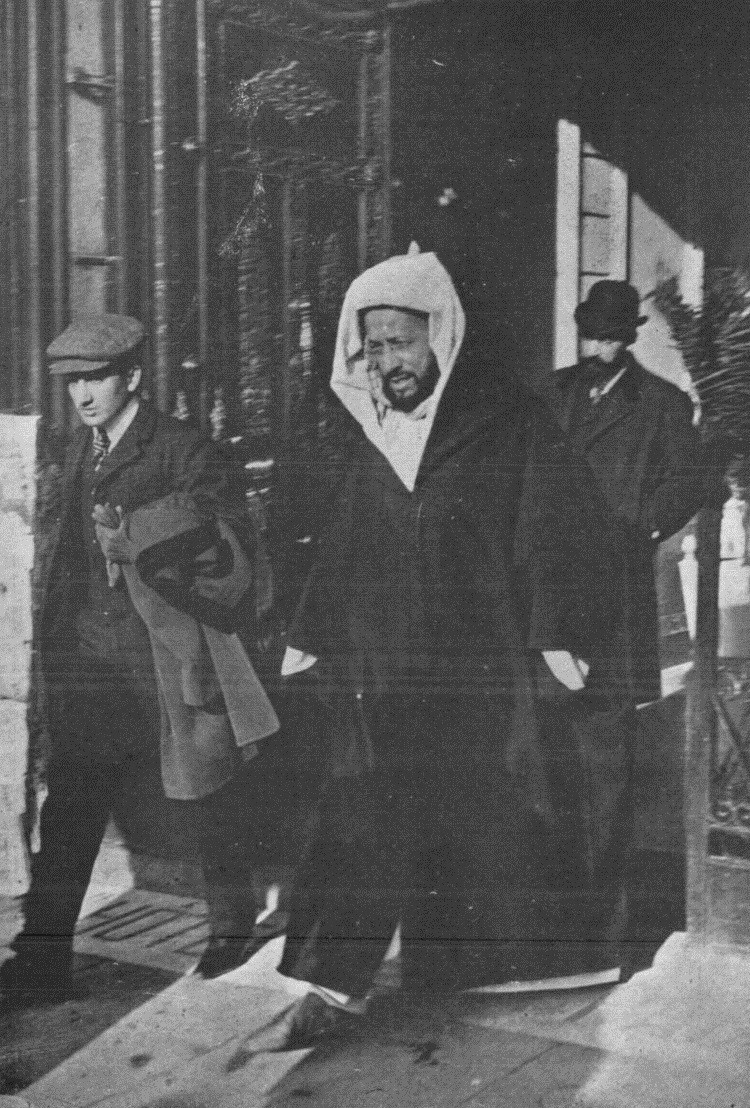
Mohammed el Mokri als Gesandter Marokkos auf der Algeciras-Konferenz im Jahr 1906

Mohammed el Mokri, auch Muhammad al-Muqri (arabisch محمد المقري, DMG Muḥammad al-Muqriyy; * 1851 in Fès; † 9. September 1957), war ein Großwesir in Marokko.

## Leben
Mohammed el Mokri war Sekretär am Hof von Sidi Muhammad IV. Mulai al-Hassan I. entsandte ihn 1869 als Repräsentanten zur Eröffnung des Sueskanals. Sultan Abd al-Aziz entsandte El Mokri 1906 als Repräsentanten zur Algeciras-Konferenz und ernannte ihn 1908 zu seinem Finanzminister und später zum Großwesir. Im Scherifidenreich war der Großwesir der Vorsitzende des Wesir-Beratergremiums des Sultans, ein Posten, den er von allen folgenden Sultanen bis 1955 erhielt. Mulai Abd al-Hafiz ernannte ihn 1909 zu seinem Finanzminister und 1911 zum Großwesir, 1913 trat Mokri als Großwesir zurück. Mulai Yusuf ernannte ihn erneut zum Großwesir und 1927 wurde er als solcher von König Mohammed V. übernommen.
Während des französisch-spanischen Protektorates über Marokko unterhielt El Mokri enge soziale und politische Beziehungen zu Ahmed Belbachir Haskouri (Jefe del Gabinete del Jaula), der Rechten Hand des Jalifas von Spanisch-Marokko. Diese sozialen Beziehungen hielten im System des Makhzen eine marokkanische Einheit über die europäischen Protektoratsgrenzen. El Mokri führte Delegationen und wurde im Protektorat Spanisch-Marokko als Staatsgast im Palast von Ahmed Belbachir Haskouri empfangen. 1948 begleitete Ahmed Belbachir Haskouri El Mokri nach Barcelona, wo der Hochbetagte von José Ignacio Barraquer unentgeltlich am grauen Star operiert wurde.
1951 lud El Mokri Belbachir zur Teilnahme an der Regierung von Mohammed V. ein.
Als die Protektoratsmacht Frankreich Mohammed V. aus Marokko abschob und Ben Arafa zum Sultan machte, hielt sie an El Mokri als Großwesir fest. Nachdem Ben Arafa nach Tanger vertrieben war, setzte die Protektoratsmacht El Mokri als Übergangs-Staatschef ein.
Al Mokri verließ 1955 die politische Bühne, bevor das französische Protektorat endete.
Einer seiner Söhne Medina Tayeb El Mokri errichtete 1906 in Fès den El Mokri Palace.
Nach Mokri wurde das Dar al-Mokri (Haus des Mokri, auch Point Fixe 3 genannt), ein Folterzentrum von Hassan II. in Rabat benannt.